# Denises spindling
Denises spindling (Cortinarius dionysae) är en svampart som beskrevs av Rob. Henry 1933. Denises spindling ingår i släktet Cortinarius och familjen spindlingar.  Arten är reproducerande i Sverige. Inga underarter finns listade i Catalogue of Life.